# 정보 처리
정보 처리(情報處理, Information processing)는 기존의 정보를 가공하는 것으로, 보다 높은 부가 가치 정보를 새로 만들어 내는 것이다.
일반적으로 정보 처리는 "정보를 가공하는 공정"이라고 하며, 자료를 포함하는 어떠한 정보를 집어 넣은 뒤, 그 집어 넣은 정보를 가공 처리하여 만들어진, 높은 부가 가치의 정보를 활용하는 것이다. 많은 정보를 빠르게 얻을 수 있을 뿐 아니라, "정보를 가공하는 공정"에서 컴퓨터의 활용을 현대에서 쉽게 볼 수 있다.
정보 처리는 정보학, 특히 정보공학의 핵심 분야 가운데 하나이기도 하다. 정보 처리의 예로, 위키백과의 편찬도 이에 해당하며, 자원 봉사에 의한 정보의 집약, 인터넷 환경 접근의 제공, 편집 정보의 처리, 다음 세대가 가질 유익한 정보를 계승해 나가는 등의 정보 활용을 들 수 있으며, 넓은 뜻의 정보 처리의 한 예라고 생각할 수도 있다.

## 같이 보기
- 컴퓨팅 - 컴퓨터 처리를 일컫는다.
- 정보공학, 정보학, 계산기 과학
- 정보, 지식, 데이터, 지혜